# حركة أميبية

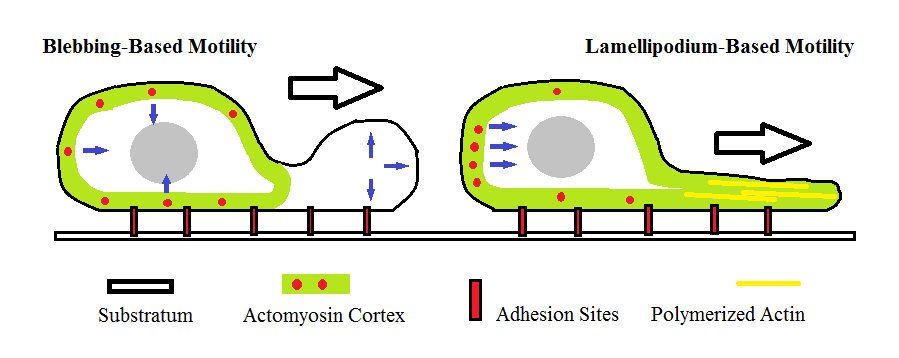
نطمي الحركة الأميبية

تعتبر حركة أميبية (بالإنجليزية: Amoeboid movement) النمط الأكثر شيوعًا للحركة في الخلايا حقيقية النواة الملتصقة. يشبه هذا النوع من الحركة الزحف، ويتحقق من خلال بروز السيتوبلازم في الخلية، مما يؤدي إلى تكوين الأقدام الكاذبة («الأقدام الزائفة») والذيل الخلفي. قد تنتج الخلية قدمًا كاذبة واحدة أو أكثر في وقت واحد حسب نوع الكائن الحي، لكن جميع أشكال الحركة الأميبية تتميز بحركة الكائنات التي تفتقر إلى بنى حركية ثابتة.
تحدث الحركة عندما ينزلق السيتوبلازم مكونًا قدمًا كاذبة في المقدمة تسحب الخلية إلى الأمام. من الأمثلة على الكائنات التي تستخدم هذا النمط من الحركة الأميبا، مثل الأميبا بروتيوس ونايجليريا جروبيري، بالإضافة إلى العفن الغروي وبعض الخلايا في جسم الإنسان، مثل كريات الدم البيضاء. وتُعد الأورام اللحمية، وهي سرطانات تنشأ من الخلايا الضامة، بارعة في الحركة الأميبية، مما يساهم في معدل انتشارها المرتفع.

## أنواع الحركة الأميبية

### الزحف
يُعد الزحف أحد أشكال الحركة الأميبية، ويبدأ عندما يلتصق امتداد الخلية المتحركة (القدم الكاذبة) بإحكام على السطح. بعد ذلك، تسحب الكتلة الرئيسية للخلية نفسها نحو البقعة المرتبطة. من خلال تكرار هذه العملية، تتحرك الخلية حتى تصبح البقعة المرتبطة في النهاية هي الطرف الخلفي للخلية، ثم تنفصل عن السطح. يمكن أن تختلف سرعة الزحف بشكل كبير، لكنها عمومًا تكون أسرع من السباحة، لكنها أبطأ من الانزلاق على سطح أملس. ومع ذلك، لا تصبح الحركة الزاحفة أبطأ بشكل ملحوظ على الأسطح غير المنتظمة، بينما تصبح الحركة الانزلاقية أبطأ بكثير في مثل هذه الظروف. ويبدو أن الزحف قد يكون مدفوعًا إما بآلية الفقاعات أو بآلية الأكتين، وفقًا لطبيعة السطح.

### الانزلاق
يشبه الانزلاق الزحف، لكنه يتميز بدرجة أقل من الالتصاق بالسطح، مما يجعله أسرع على الأسطح الملساء التي تتطلب احتكاكًا أقل، لكنه أبطأ على الأسطح المعقدة. بعض الخلايا تنزلق بنفس آلية الزحف، لكن باستخدام أقدام كاذبة أكبر والتصاق أقل بالسطح. بينما تستخدم خلايا أخرى طريقة مختلفة، إذ يرتبط جزء صغير من الخلية بالسطح، ثم يدفع الهيكل الخلوي أو يسحب هذا الجزء المرتبط لتحريك الخلية إلى الأمام. يختلف هذا عن الآلية السابقة في أن الخلية لا تمتد بقدم كاذبة، وبالتالي لا يحدث تشوه كبير في الخلية أثناء الحركة.

### السباحة
تستطيع العديد من الخلايا بدائية النواة وحقيقية النواة السباحة، وغالبًا ما تمتلك سوطًا أو أهدابًا لهذا الغرض. ومع ذلك، لا تُعد هذه الهياكل ضرورية دائمًا، ويمكن لبعض الأميبا والخلايا الأخرى التي لا تمتلك أهدابًا أو أسواطًا أن تسبح أيضًا، على الرغم من أن سرعتها تكون أبطأ مقارنةً بالزحف أو الانزلاق. هناك آليتان مقترحتان للحركة الأميبية أثناء السباحة، الأولى تتضمن امتداد أقدام كاذبة صغيرة تتحرك على طول جانبي الخلية مثل المجاديف، بينما تفترض الثانية أن الخلية تُنتج دورة تدفق داخلية، إذ يتدفق السيتوبلازم للخلف على طول حافة الغشاء وللأمام عبر المنتصف، مما يُولّد قوة تدفع الخلية إلى الأمام.

## الآلية الجزيئية لحركة الخلايا

### نظرية التحول بين الحالة الهلامية والحالة السائلة
يتكون البروتوبلازم في الأميبا من طبقة خارجية تُعرف باسم الإكتوبلازم، تحيط بجزء داخلي يُسمى الإندوبلازم. يتألف الإكتوبلازم من هلام شبه صلب يُعرف باسم الهلام البلازمي، في حين يتكون الإندوبلازم من سائل أقل لزوجة يُعرف باسم السائل البلازمي. تُعزى لزوجة الإكتوبلازم العالية جزئيًا إلى الروابط المعقدة بين الأكتين والميوسين. يُعتقد أن الحركة في الأميبا تحدث بسبب التحول بين الحالة الهلامية والسائلة داخل الخلية، ويصف هذا التحول عمليات الانقباض والانبساط الناتجة عن الضغط الأسموزي والشحنات الأيونية الأخرى.
عند تحرك الأميبا، تمتد القدم الكاذبة المليئة بالسيتوبلازم الهلامي، مما يؤدي إلى تدفق الجزء السائل من السيتوبلازم باتجاه القدم الكاذبة، ويتحول إلى الحالة الهلامية عند نهايتها، مما يؤدي إلى تمديدها أكثر. في الجهة الخلفية للخلية، يتحول الهلام البلازمي إلى سائل بلازمي ويتدفق نحو القدم الكاذبة المتقدمة. وطالما أن الخلية قادرة على الالتصاق بالسطح، فإن تكرار هذه العملية يوجهها إلى الأمام.
يتكون السيتوبلازم بشكل أساسي من الأكتين، الذي تنظمه بروتينات الارتباط بالأكتين، والتي تنظمها أيونات الكالسيوم، مما يجعل الكالسيوم عنصرًا مهمًا في عملية التحول بين الحالة الهلامية والسائلة.

### أنماط الحركة الأميبية

#### الحركة المدفوعة بالأكتين
وفقًا لبعض النماذج الرياضية الحديثة، تم اقتراح نموذج بيولوجي جديد للآليات الجزيئية والميكانيكية الحيوية للحركة الخلوية. يُفترض أن المجالات الدقيقة تنسج نسيج الهيكل الخلوي وتحدد أماكن تكوين مواقع الالتصاق الجديدة. وفقًا لهذا النموذج، تنظم الديناميات الإشارية للمجالات الدقيقة الهيكل الخلوي وتفاعله مع السطح الذي تتحرك عليه الخلية. عندما تُحفز هذه المجالات عملية بلمرة خيوط الأكتين، فإن انتشارها وحركتها المتعرجة على الغشاء تُنتج شبكة معقدة من الخيوط الموجهة بزوايا مختلفة على طول حدود الخلية. يُقترح أن التفاعل بين هذه المجالات الدقيقة يؤدي إلى تكوين نقاط التصاق جديدة على أطراف الخلية، ويؤدي تفاعل الميوسين مع شبكة الأكتين إلى ارتداد الغشاء وتدفقه إلى الخلف وتوليد قوى انقباضية تدفع الخلية إلى الأمام. أخيرًا، قد يؤدي الإجهاد المستمر على نقاط الالتصاق القديمة إلى تنشيط الكالبين بوساطة الكالسيوم، مما يُسبب انفصال هذه النقاط واستكمال دورة الحركة.
بالإضافة إلى بلمرة الأكتين، قد تلعب الأنابيب الدقيقة دورًا مهمًا في هجرة الخلايا، خاصة في تكوين الأرجل الورقية. وقد أظهرت إحدى التجارب أنه رغم أن الأنابيب الدقيقة ليست ضرورية لبلمرة الأكتين لإنشاء هذه الامتدادات، لكنها ضرورية للحركة الخلوية.

#### الحركة المدفوعة بالفقاعات الغشائية
تقترح آلية أخرى، تُعرف باسم «الحركة الأميبية المدفوعة بالفقاعات»، أن تقلص الأكتوميوسين في قشرة الخلية يُزيد الضغط الهيدروستاتيكي داخل الخلية، مما يؤدي إلى تكوين فقاعات غشائية تتمدد عند انفصال الغشاء عن الهيكل الخلوي. يتطلب هذا النمط من الحركة أن يلعب الميوسين الثاني دورًا في توليد الضغط الهيدروستاتيكي الذي يُسبب امتداد الفقاعة. تختلف هذه الآلية عن الحركة المدفوعة بالأكتين، ويظل الغشاء في هذه الأخيرة مرتبطًا بالهيكل الخلوي أثناء الدفع ضد الحاجز الخلوي.
لوحظ أن الخلايا قادرة على التبديل السريع بين الحركة المدفوعة بالفقاعات والحركة القائمة على الأرجل الورقية كوسيلة للهجرة، إلا أن معدل هذه التحولات لا يزال غير معروف تمامًا. يمكن أن تُظهر الخلايا السرطانية أيضًا انتقالات سريعة بين الحركة الأميبية والحركة المتوسطة الميزنشيمية، وهي نمط آخر من أنماط الحركة الخلوية.